# Запорізька обласна державна адміністрація
Запорі́зька обласна́ держа́вна (військова) адміністра́ція — обласна державна адміністрація Запорізької області, місцевий орган виконавчої влади. Входить до системи органів виконавчої влади.
Через повномасштабне російське вторгнення в Україну 24 лютого 2022 року набула статусу військової адміністрації.
Запорізька обласна державна адміністрація в межах своїх повноважень здійснює виконавчу владу на території відповідної адміністративно-територіальної одиниці, а також реалізує повноваження, делеговані їй відповідною радою.
Склад Запорізької обласної державної адміністрації формує її голова. Голова Запорізької обласної державної адміністрації призначається на посаду і звільняються з посади Президентом України за поданням Кабінету Міністрів України.
Голова Запорізької обласної державної адміністрації при здійсненні своїх повноважень відповідальний перед Президентом України і Кабінетом Міністрів України, підзвітний та підконтрольний органам виконавчої влади вищого рівня.

## Очільники облдержадміністрації
| Початок    | Закінчення  | Ім'я                                     |
| ---------- | ----------- | ---------------------------------------- |
| 07.07.1995 | 09.04.1998  | Похвальський В'ячеслав Володимирович     |
| 09.04.1998 | 14.01.1999  | Куратченко Володимир Олександрович       |
| 27.01.1999 | 23.11.1999  | Карташов Євген Григорович                |
| 03.12.1999 | 14.06.2000  | Куратченко Володимир Олександрович       |
| 14.06.2000 | 19.03.2001  | Кучеренко Олексій Юрійович               |
| 19.03.2001 | 26.03.2001  | в.о. Сазонов Сергій Васильович           |
| 26.03.2001 | 29.07.2003  | Карташов Євген Григорович                |
| 29.07.2003 | 17.01.2005  | Березовський Володимир Петрович          |
| 04.02.2005 | 08.11.2005  | Артеменко Юрій Анатолійович              |
| 08.11.2005 | 08.12.2005  | в.о. Головко Анатолій Іванович           |
| 08.12.2005 | 24.12.2007  | Червоненко Євген Альфредович             |
| 24.12.2007 | 30.05.2008  | т.в.о. Черкаска Валерій Володимирович    |
| 30.05.2008 | 25.09.2008  | т.в.о. Старух Олександр Васильович       |
| 25.09.2008 | 18.03.2010  | Старух Олександр Васильович              |
| 18.03.2010 | 03.11.2011  | Петров Борис Федорович                   |
| 03.11.2011 | 03.03.2014  | Пеклушенко Олександр Миколайович         |
| 04.03.2014 | 29.10.2014  | Баранов Валерій Олексійович              |
| 30.10.2014 | 20.02.2015  | І заступник Самардак Григорій Вікторович |
| 21.02.2015 | 26.03.2015  | Резніченко Валентин Михайлович           |
| 06.04.2015 | 15.12.2015  | Самардак Григорій Вікторович             |
| 15.12.2015 | 19.12.2015  | в.о. Бриль Костянтин Іванович            |
| 21.12.2015 | 21.04.2016  | І заступник Бриль Костянтин Іванович     |
| 22.04.2016 | 11.06.2019  | Бриль Костянтин Іванович                 |
| 11.06.2019 | 05.09.2019  | в.о. Слепян Елла Валеріївна              |
| 05.09.2019 | 11.06.2020  | Туринок Віталій Вікторович               |
| 12.06.2020 | 18.12.2020  | Боговін Віталій Вікторович               |
| 18.12.2020 | 26.01.2023  | Старух Олександр Васильович              |
| 24.01.2023 | 07.02. 2023 | в.о. Тімченко Геннадій Анатолійович      |
| 07.02.2023 | 02.02.2024  | Малашко Юрій Анатолійович                |
| 02.02.2024 |             | Федоров Іван Сергійович                  |

## Керівництво[4]
- Голова — Федоров Іван Сергійович[5].
- Перший заступник голови — Мовчан Руслан Володимирович
- Заступник голови — Шевченко Валерій Іванович
- Заступник голови — Мироненко Євген Володимирович
- Керівник апарату облдержадміністрації — Бойко Зінаїда Михайлівна[6].

## Структура

### Структурні підрозділи облдержадміністрації

#### Департаменти та управління[7]

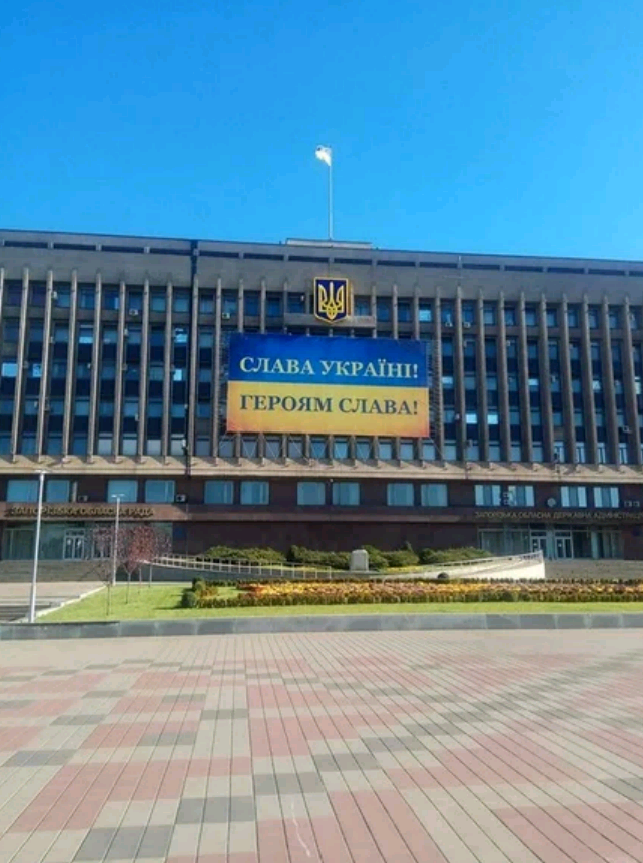
Банер на будівлі Запорізької ОДА до Дня захисника і захисниць України

- Департамент агропромислового розвитку
- Департамент захисту довкілля
- Департамент економічного розвитку і торгівлі
- Департамент житлово-комунального господарства та будівництва
- Департамент з питань цивільного захисту населення
- Департамент інформаційної діяльності та комунікацій з громадськістю
- Департамент культури, туризму, національностей та релігій
- Департамент освіти і науки
- Департамент охорони здоров'я
- Департамент промисловості та розвитку інфраструктури
- Департамент соціального захисту населення
- Департамент фінансів
- Управління зовнішніх зносин та ЗЕД
- Управління капітального будівництва
- Управління містобудування та архітектури облдержадміністрації
- Управління молоді, фізичної культури та спорту

#### Відділи та служби[8]
- Відділ внутрішнього аудиту
- Служба у справах дітей

## Наслідки російського удару по площі Фестивальній
10 жовтня 2022 року, о 01:45, російські окупанти завдали черговий ракетний удар по Запоріжжю. Було зафіксовано близько семи ракет зенітно-ракетного комплексу С-300. Зруйновано цілий під'їзд багатоповерхового житлового будинку. Одна з ракет влучила поблизу будівлі головпоштамту. Постраждала також й будівля Запорізької ОДА, внаслідок чого на фасаді вибито значну частину вікон.